# Château de Bosmelet
Le château de Bosmelet est une demeure du XVIIe siècle qui se dresse sur le territoire de l'ancienne commune française d’Auffay, dans le département de la Seine-Maritime, en région Normandie.
Le château témoin de l’architecture Louis XIII, nouvellement consacré à l’art et la culture, présente la collection d’arts du spectacle du fonds Alain Germain. Son parc est complété par un jardin fleuri clos de murs, une chapelle du XVIIIe siècle, une orangerie de la fin du XVIe siècle. On y découvre aussi grilles ouvragées du XVIIIe siècle, saut de loup, ainsi que, à l’ombre de châtaigniers vieux de 550 ans, les vestiges de la Seconde Guerre mondiale (bunker, pistes menant à la rampe de lancement des V1).
Le château est partiellement protégé au titre des monuments historiques.

## Localisation
Le château est situé entre Rouen et la côte d'Albâtre, au cœur du pays de Caux, à Auffay, au sein de la commune nouvelle du Val-de-Scie, dans le département français de la Seine-Maritime.

## Historique

### Moyen Âge
Pendant la guerre de Cent Ans, le fief du Bosmelet échoit à John Fastolf, célèbre pour ses faits d’armes. Nommé sergent général par le roi d'Angleterre Henri V, il gouverne la Normandie où il reçoit en apanage plusieurs châteaux et manoirs. Les ressources financières qu’il tire des terres françaises occupées, ramenées en Angleterre, seront pour partie destinées à affermir le pouvoir économique et intellectuel du royaume. Ainsi, Fastolf fait-il don d'une partie importante de ses biens à son ami William Waynflete, évêque de Winchester, pour la fondation du collège Magdalen d’Oxford.

### Temps modernes
Le château actuel est bâti en 1632 par Jean Beuzelin, président au Parlement de Normandie, sur les ruines du château fort, dont on retrouve les fondations dans les caves.
L’ample architecture de la bâtisse symbolise l’élévation sociale de cet homme, né en 1602, de Gilles Beuzelin et de Marie Puchot, fille du seigneur de la Pommeraye et héritière du fief du Bosmelet.
L’ascension de la famille se poursuit à la génération suivante lorsque son fils, Jean Beuzelin, devenu président à mortier du Parlement de Normandie, épouse en 1661 Renée Bouthillier de Chavigny, fille de Léon Bouthillier, comte de Chavigny, secrétaire d’État aux Affaires étrangères du roi Louis XIII.
Le couple n'a qu'une fille, née en 1668, Anne-Marie Beuzelin de Bosmelet, dont le somptueux portrait, peint en 1714 par François de Troy, est exposé au musée des Beaux-Arts de Rouen, et qui fait passer le château à la suite de son mariage au duc de la Force, Henri-Jacques Nompart de Caumont, gouverneur de Normandie, dernier descendant de François de Caumont, assassiné à la Saint-Barthélemy.
Le duc fait partie des favoris de Louis XIV qui signe lui-même en 1698 son contrat de mariage (conservé à la Bibliothèque nationale de France).

#### Les modifications apportées
Les fastes du château sont à leur apogée : le couple entreprend de grandes modifications et fait appel en 1715 à Colinet, Premier Jardinier de Le Nôtre au château de Versailles, pour l’élaboration d’un jardin à la française. Deux projets, dont les plans subsistent, sont présentés aux époux. Le parc actuel en conserve la structure centrale basée sur un tapis vert de plus de deux kilomètres, encadré au nord par une double haie de tilleuls plantée en 1718, unique en Europe, par leur âge, leur nombre et leur hauteur.

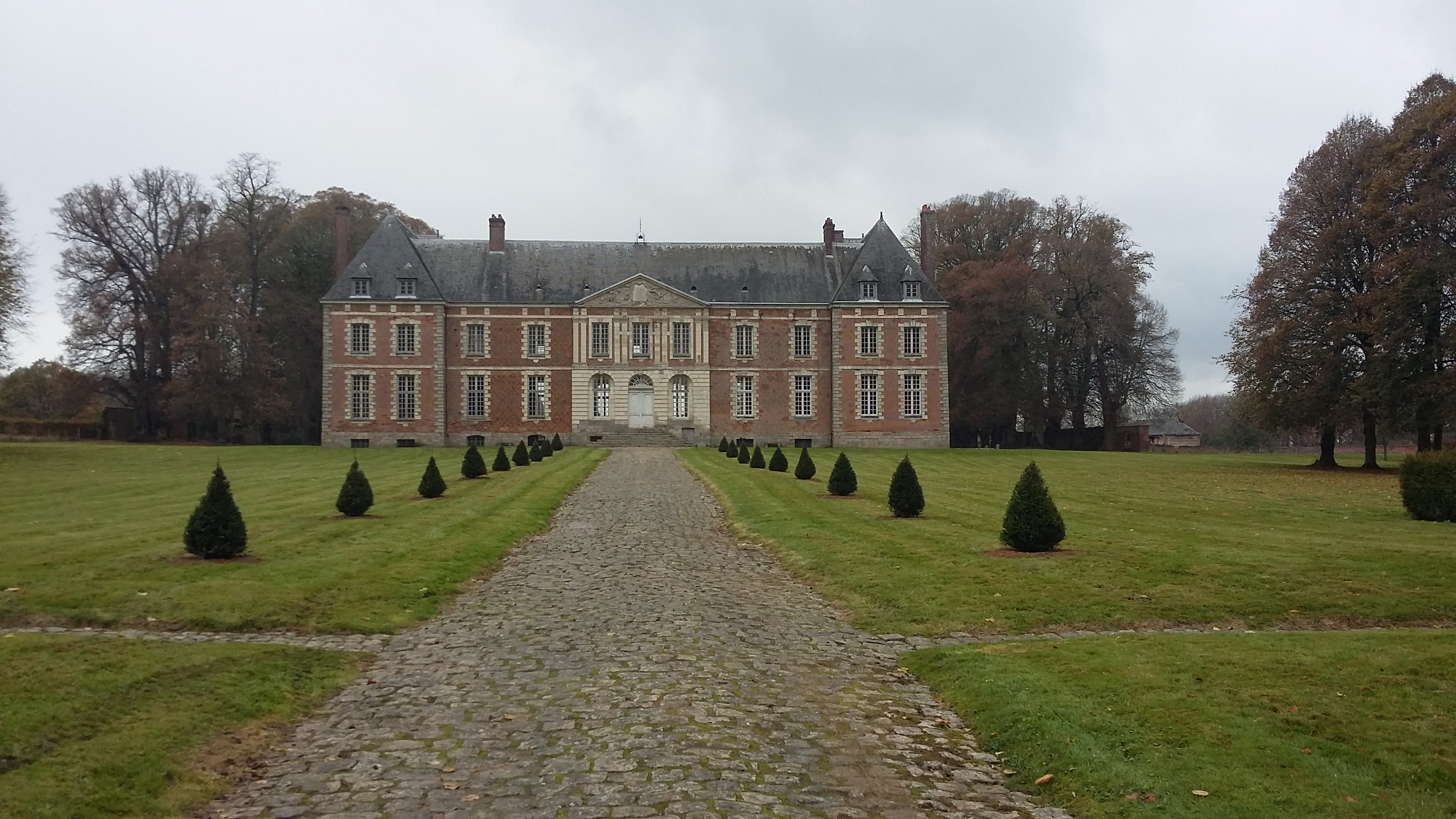
Façade sud du château.

Le château est entouré par une orangerie, une chapelle, un grand colombier de forme ovale, symbolisant la puissance de la famille, et de grandes écuries pouvant abriter jusqu’à 99 chevaux. Le duc et sa femme souhaitent transformer et agrandir le château pour le métamorphoser en un immense édifice de pierre blanche dans la mode de l’époque, à l’image des modifications qui touchent Versailles.
La mort du duc en 1726 met un terme à ces projets architecturaux. La duchesse s’éteint à son tour en 1752 sans descendance directe.
Le château passe par héritage à son cousin Antoine Augustin Thomas du Fossé, marié avec Catherine Lemaître de Sacy, nièce du Grand Arnaud, célèbre théologien janséniste, et de sa sœur, la non moins célèbre mère Angélique Arnaud, abbesse de Port-Royal.
La famille se tourne tout entière vers le jansénisme : le plus célèbre de ses membres, Pierre Thomas du Fossé, collabore avec Lemaître de Sacy à la traduction de la Bible de Port-Royal dont il termine la rédaction à la mort de son ami.
Comme tous les jansénistes, la famille est inquiétée en raison de son « hérésie ». Certains sont bannis par Louis XV et fuient en Hollande, d’autres sont embastillés. Le château de Bosmelet conserve trace de l’orientation religieuse de la famille, avec une collection riche en ouvrages jansénistes.

### Époque contemporaine

#### Le château auXIXesiècle

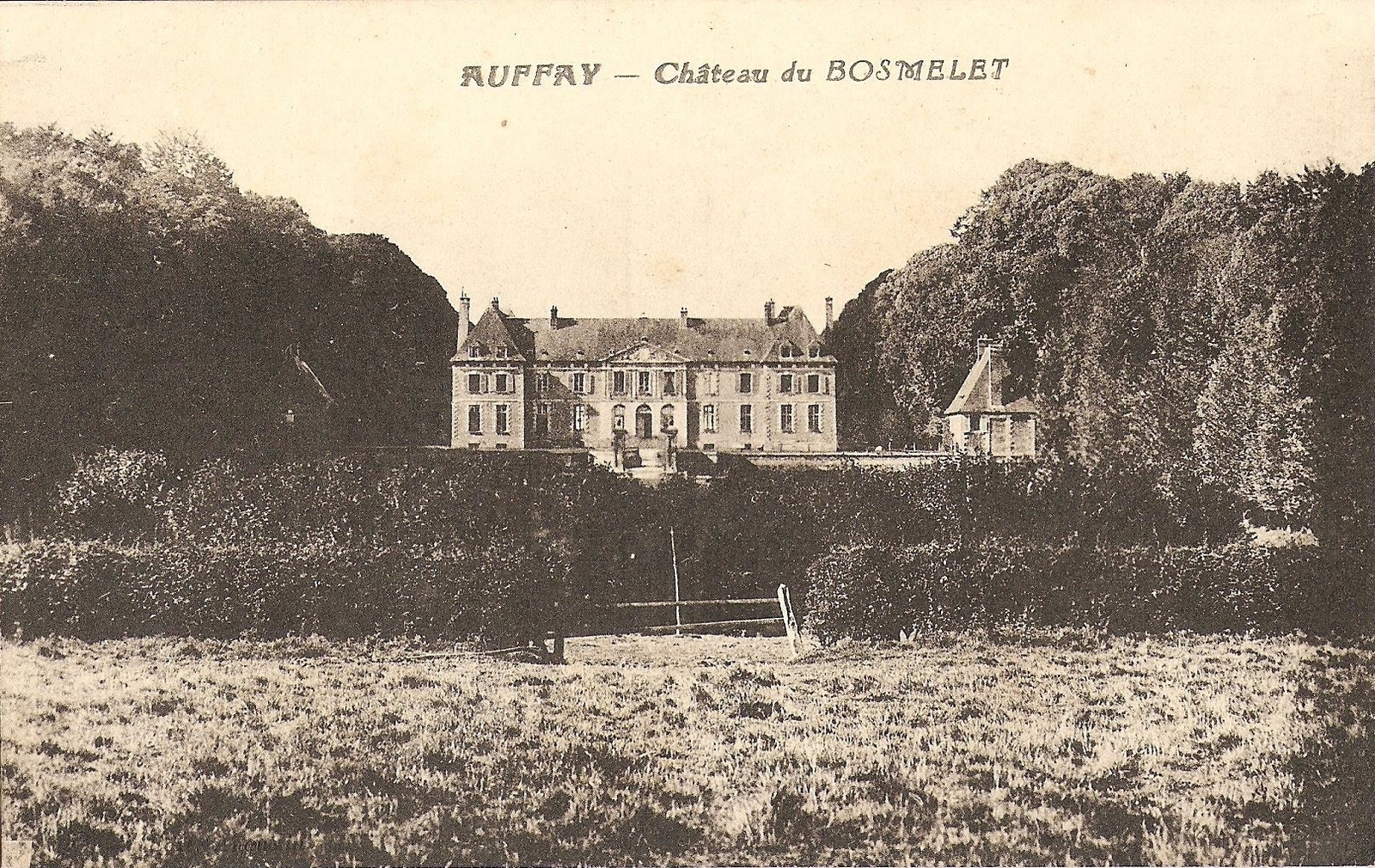
Carte postale du château vers 1920.

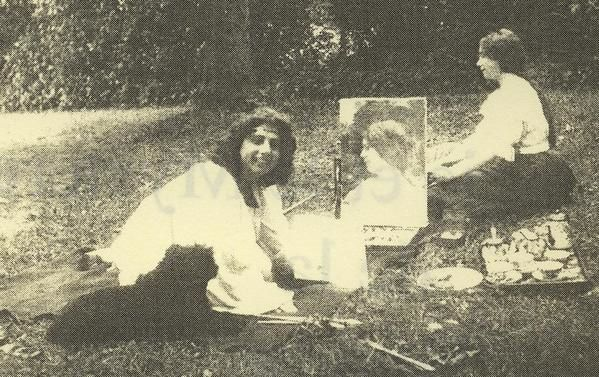
L'artiste Lotus de Païni peint dans le parc du château (vers 1900).

Le château est épargné à la Révolution française : la baronne Thomas du Fossé de Bosmelet avait gagné une certaine popularité dans les environs en aidant le docteur rouennais Antoine Louis Blanche dans sa campagne de vaccination contre la variole. Elle n'émigre pas et parvient à faire croire à sa sympathie pour la cause révolutionnaire en montrant les motifs du papier mural d’une chambre (on en retrouve le motif au musée des Arts décoratifs), dont elle a au préalable maquillé les symboles royalistes pour en détourner la signification, afin de présenter l’image de la France félicitant les nouveaux États d’Amérique.
Près d’un siècle plus tard, le château est à nouveau préservé lors de la guerre de 1870 contre la Prusse, le baron Pierre de Bosmelet ayant combattu dans les rangs de l’armée bavaroise sur l’instigation de son épouse qui refuse de voir son mari servir l’empereur Napoléon III.

#### La Seconde Guerre mondiale
La Seconde Guerre mondiale marque l’histoire du château : Henriette Soyer de Bosmelet, fille de Pierre de Bosmelet et de sa seconde épouse, Valérie de Woëlmont (dont le musée d'Orsay conserve un très beau buste sculpté par Prosper d'Épinay), attend, seule, les Allemands dans sa demeure. Son fils unique, Pierre, est mobilisé dans l’Infanterie coloniale, et son épouse Diana, venue d’Angleterre, prend les chemins de l’exode. Henriette Soyer de Bosmelet cache (et sauve ainsi) les manuscrits et les toiles de la propriété. Elle est arrêtée par les Allemands et condamnée à deux mois de prison. À sa libération, elle retrouve son château et son parc en pleine effervescence : 2 000 ouvriers venus de France, de Hollande et de Belgique pour le Service du travail obligatoire, construisent ce qui deviendra une importante rampe de lancement pour les missiles V1 que les Allemands ont conçus afin de bombarder Londres.
Au printemps 1943, le colonel Hollard (dont Churchill dit qu’il est « L’homme qui sauva Londres »), officier d’infanterie démobilisé et engagé dans la Résistance au sein du « Réseau Agir », parcourt la région sous le prétexte de vendre des bibles, et trouve, dans un rayon de 12 km autour de Bosmelet, six sites de lancements. Déguisé en ouvrier, avec compas et podomètre, il trace des plans et découvre, à partir des axes que forment les rampes de lancement, que Londres est la cible des Allemands. C’est lui qui, avec ses plans et les croquis d’un V1 qu’il a pu examiner, fait savoir aux Alliés la stratégie de l’ennemi. Il est peu après arrêté, torturé et emprisonné dans un camp de concentration dont il reviendra à la fin de la guerre — mais ses informations permettent à l’aviation anglaise et américaine de bombarder le centre de production des missiles et les sites de lancement. En février 1944, les forces aériennes alliées interviennent au Bosmelet. Le site est bombardé vingt-huit fois ; plus de 200 bombes sont déversées et deux d’entre elles atteignent le château en son milieu. Le parc subit de graves dommages : l’attaque est une réussite, et jamais la rampe de Bosmelet n’enverra ses missiles.

#### Les restaurations
En 1946, le ministère des Beaux-Arts classe « monument historique » les toitures et façades du château, qui avait été inscrit dès 1931 en son intégralité à l’Inventaire supplémentaire des monuments historiques de France.
Malgré les bombes qui l’ont partiellement endommagé, il reste un des plus purs représentants de l’architecture du temps de Louis XIII. Les Beaux-Arts entreprennent des travaux de rénovation en 1948 et découvrent dans les caves les vestiges de la forteresse médiévale.
La baronne Diana de Bosmelet œuvre à la renaissance de la propriété. En 1957, les Beaux-arts commencent la restauration des toitures, mais, par manque d’argent, les travaux s’interrompent durant près de douze années, pendant lesquelles, inlassablement, Diana de Bosmelet se bat pour restaurer son domaine. Le célèbre régatier et architecte naval anglais Uffa Fox, ami de la famille, lui apporte son soutien. La chapelle est réhabilitée, les façades du château restaurées à l’identique, les parties endommagées du toit reconstruites entre octobre 1966 et février 1967.
Dans les années 1970, Diana de Bosmelet ouvre le château désormais reconstruit, à la visite du public. Elle décède en 1987.
Son fils Robert Soyer Thomas de Bosmelet et son épouse Laurence poursuivent la mise en valeur du domaine, en rénovant le rez-de-chaussée du château et l’orangerie dans leur intégralité. Aux abords du château, ils créent le jardin potager « Arc-en-ciel », ainsi baptisé en raison des couleurs différentes qu'il prend selon les saisons.

#### Alain Germain, propriétaire du château
À la suite du décès de Robert Soyer de Bosmelet, en 2012, le château est vendu pour la première fois dans son histoire. Au printemps 2016, le metteur en scène, romancier et plasticien Alain Germain en devient propriétaire et y installe une partie de son fonds (toiles, dessins et maquettes de costumes de scène) classé au Département des Arts du Spectacles de la Bibliothèque nationale de France, ainsi que les archives de sa compagnie (affiches, photographies, partitions originales…). Il s’emploie à faire de Bosmelet un lieu d’ouverture et de partage, consacré à l’art actuel sous toutes ses formes.

## Description
Le château est une grande demeure de style classique bâtie en brique et pierre, dont le décor sculptée se concentre sur l'avant-corps.

## Le parc

### La trouée verte
La trouée verte du Bosmelet, dessinée il y a trois siècles par Colinet, premier jardinier de Le Nôtre, est bordée d'une longue allée de tilleuls. Bosmelet, ouvert sur la campagne que parcoururent la jeune Emma Bovary, et Gustave Flaubert lui-même, qui habita à Saint-Maclou-de-Folleville (à 3 km à vol d’oiseau), est conçu tout entier autour d’un axe majeur, clef de voûte des jardins à la française qui commencent à voir le jour au XVIIe siècle. Cet axe, pensé et dessiné par Colinet, qui œuvre sous la direction de Le Nôtre aux jardins de Versailles, est concrétisé par un immense tapis vert bordé d’une double allée de tilleuls et qui a fêté en 2018 son tricentenaire.

### Les jardins clos
Deux jardins clos, anciennement potager, à l’ouest, et basse-cour à l’est, sont ordonnés symétriquement pour encadrer le tapis vert. Deux grilles ouvragées du XVIIIe siècle, se faisant face, permettent au promeneur de les découvrir.
Le potager se signale par un bassin central qui ponctue en son milieu une pergola de buis et roses longue de 90 m. De part et d’autre a été aménagé, sur une idée de M. Robert de Bosmelet, sous l’égide de Mme Laurence de Bosmelet et du paysagiste Louis Benech, un « Jardin arc en ciel », ordonné selon une distribution arc-en-ciel des couleurs, qui a été le premier jardin français à recevoir, en 2000, la médaille d’or du Chelsea Flower Show. Il est actuellement en cours de réélaboration.

### Les vestiges de la Seconde Guerre mondiale
L’histoire de Bosmelet a été fortement marquée par celle de la Seconde Guerre mondiale et de la Résistance. Le parc conserve trace des travaux entrepris par la Wehrmacht pour construire une vaste rampe de lancement de missiles V1 destinés à bombarder Londres, ou du moins à ruiner le moral des Anglais.
Un programme de rénovation d’archéologie militaire permet de découvrir le bunker, le blockhaus et les vestiges de la rampe. Entamé en 2016, ce programme se poursuit en 2017 (vacances de Pâques et d’été).

### Les œuvres contemporaines

#### Le pont-sculpture de Taïwan
Depuis le printemps 2017, le Bosmelet héberge un magnifique pont-sculpture de l’architecte taïwanais Xuan-Cheng Chen. Réalisé par son cabinet Archiblur Labs, ce pont suspendu, comme un trait d’union entre la première et la seconde allée de tilleuls, permet aux promeneurs du Bosmelet de relier l’histoire des lieux à la création contemporaine.

## Protection
Au titre des monuments historiques :
- le château (sauf parties classées) est inscrit par arrêté du 7 octobre 1931 ;
- les façades et toitures du château sont classées par arrêté du 30 juillet 1946 ;
- les façades et toitures de la maison du chapelain, de la chapelle et des communs ; les murs, le saut-de-loup, les grilles et bassins de la cour d'honneur, du potager et des avant-cours entourant le château ainsi que la pièce d'eau sont inscrits par arrêté du 15 novembre 1994.

## Animations
Le château de Bosmelet est un lieu de partage et de culture : concerts, expositions, installations, colloques, ateliers d’écriture et académies musicales se succèdent de mai à octobre.